# 鳥取民藝美術館
鳥取民藝美術館（とっとりみんげいびじゅつかん）は、鳥取県鳥取市にある博物館。日本、朝鮮、中国、西欧の民藝品及び創設者吉田璋也がプロデュース・デザインした新作民藝品を主に展示している登録博物館である。公益財団法人鳥取民藝美術館が運営する。

## 歴史
1949年（昭和24年）、医師であり民藝運動家の吉田璋也により「鳥取民藝館」として開設され、翌年「鳥取民藝美術館」と改称した。鳥取民藝協会（日本民藝協会の支部）事務所も兼ねている。

## 施設・展示
この美術館を中心に土蔵風の一群の建物があり、民芸コーナーと呼ばれている。古民藝約3500点、新民藝約1500点を収蔵し、特に李朝陶磁、高麗茶碗や吉田璋也がプロデュースした新作民藝の蒐集に特徴がある。ここでは、「たくみ工芸店」で民藝品の購買、「たくみ割烹店」で民藝品を実際に使用した郷土料理や鳥取和牛の「すすぎ鍋」（吉田璋也が指導した料理・しゃぶしゃぶ）などの食事ができる。
美術館には、「童子地蔵堂」が併設されており、中には154体の地蔵が安置されている。この地蔵は子どもの墓としてつくられた地蔵で、無縁仏になり鳥取市内での寺に放棄されていたものである。また民藝美術館の別館として湖山池三津湖畔の二ツ山に「湖山池阿弥陀堂」がある。近年一般利用も可能になった。
2012年（平成24年）に建物が国の登録有形文化財に登録された。

## 基礎データ
- 所在地 - 〒680-0831 鳥取県鳥取市栄町651
- 開館時間 - 10:00～17:00
- 休館日 - 水曜日（祝日の場合は開館して翌日が休館）、年末年始

## 交通アクセス
- JR山陰本線鳥取駅から徒歩5分